# Lenny (Asimov)
Lenny è un racconto di fantascienza del 1958 dello scrittore Isaac Asimov, facente parte del ciclo dei Robot.
Fu pubblicato per la prima volta sulla rivista Infinity Science Fiction nel 1958. È presente anche in altre antologie di racconti, quali Il secondo libro dei robot (1964), Tutti i miei robot (1982) e Visioni di robot (1990).

## Trama
La U.S. Robots organizza visite guidate nei suoi stabilimenti sperando di liberare il grande pubblico dal cosiddetto "complesso di Frankenstein" che impediva la proliferazione dei robot fra la popolazione. Ma durante una di queste visite, un ragazzo, attardatosi in una sala dei computer di programmazione dei cervelli positronici, gioca per noia con i tasti di un computer incustodito, cambiando un codice per la produzione di uno di tali cervelli.
Quel codice in particolare doveva generare il cervello di un robot della serie LNE, prototipo studiato per lavorare nelle miniere di boro sugli asteroidi della cintura interna. Questa anomalia provoca ovviamente problemi, e la robopsicologa Susan Calvin viene convocata per occuparsene. La dottoressa quindi scopre che all'uomo meccanico erano state soppresse parecchie funzioni superiori e si trovava in uno stato molto simile a quello dell'infanzia umana. Così decide di battezzarlo Lenny e di tenerlo con sé per studiarlo. 
Charles Randow, tecnico di computer, viene sfidato dai suoi colleghi a scoprire se quel robot aveva imparato a parlare sotto i segreti insegnamenti di Calvin, ma qualcosa va storto e il robot gli rompe un braccio, fatto sconcertante date le tre leggi della robotica. La robopsicologa è infuriata e si fa dire dal tecnico che cosa avesse fatto poco prima dell'incidente. Randow, irritato, aveva fatto il gesto di voler sferrare un pugno, non ottenendo alcuna risposta dal robot alle sue domande, e per questo l'automa si era difeso. Pur sembrando un'infrazione alla I e alla III Legge, Calvin spiega che l'atto di difesa non era stato abolito in quanto Lenny non conosceva ancora bene la propria forza, proprio come nei bambini. Per non farlo rottamare, la robopsicologa racconta che proprio perché quel robot non era ancora specializzato in qualcosa, come lo erano tutti gli altri esseri positronici di quel tempo, aveva la possibilità di imparare, permettendo quindi un avanzamento nella scienza della robotica.
Ma dietro questa ragione c'era in parte anche un suo intento egoistico di tenere il robot per sé come se fosse un figlio. Infatti, uscendo dal suo ufficio, dopo aver dato le giuste spiegazioni ai dirigenti dell'U.S. Robots, Lenny la segue a ruota chiamandola mamma.